# スヴャトポルチ
スヴャトポルチ（ロシア語: Святополч）はキエフ・ルーシ期に、ドニエプル川右岸の、キーウから56ベルスタの位置にあった都市である。現存しない。
スヴャトポルチは1096年に、キエフ大公スヴャトポルクが、ポロヴェツ族によって焼失させられたユーリエフ（現ビーラ・ツェールクヴァ）の人々を移住させて建設した。その遺構はウクライナ・キーウ州ヴィタチウから1.5kmの位置にあり、B.ルィバコフ(ru)によって12 - 13世紀のポサードや、3つの塔を含む防衛設備の跡が発掘されている。